# Moussa Kyabou
Moussa Kyabou (Bamako, 18 aprile 1998) è un calciatore maliano, centrocampista del Gençlerbirliği.

## Carriera

### Club
Il 16 marzo 2021 viene acquistato a titolo definitivo dalla squadra moldava dello Sheriff Tiraspol.

### Nazionale
Dal 2019 fa parte della nazionale maliana. Ha debuttato con la nazionale il 27 luglio 2019, in Guinea-Bissau-Mali (0-4), gara valida per le qualificazioni al Campionato delle Nazioni Africane 2020. Ha partecipato al Campionato delle Nazioni Africane 2020.

## Statistiche

### Cronologia presenze e reti in nazionale
Statistiche aggiornate al 15 giugno 2021.
| Cronologia completa delle presenze e delle reti in nazionale ― Mali | Cronologia completa delle presenze e delle reti in nazionale ― Mali | Cronologia completa delle presenze e delle reti in nazionale ― Mali | Cronologia completa delle presenze e delle reti in nazionale ― Mali | Cronologia completa delle presenze e delle reti in nazionale ― Mali | Cronologia completa delle presenze e delle reti in nazionale ― Mali | Cronologia completa delle presenze e delle reti in nazionale ― Mali | Cronologia completa delle presenze e delle reti in nazionale ― Mali |
| Data                                                                | Città                                                               | In casa                                                             | Risultato                                                           | Ospiti                                                              | Competizione                                                        | Reti                                                                | Note                                                                |
| ------------------------------------------------------------------- | ------------------------------------------------------------------- | ------------------------------------------------------------------- | ------------------------------------------------------------------- | ------------------------------------------------------------------- | ------------------------------------------------------------------- | ------------------------------------------------------------------- | ------------------------------------------------------------------- |
| 27-7-2019                                                           | Bissau                                                              | Guinea-Bissau                                                       | 0 – 4                                                               | Mali                                                                | Qual. Campionato Nazioni Africane 2020                              | -                                                                   |                                                                     |
| 21-9-2019                                                           | Nouakchott                                                          | Mauritania                                                          | 0 – 0                                                               | Mali                                                                | Qual. Campionato Nazioni Africane 2020                              | -                                                                   |                                                                     |
| 20-10-2019                                                          | Bamako                                                              | Mali                                                                | 2 – 0                                                               | Mauritania                                                          | Qual. Campionato Nazioni Africane 2020                              | -                                                                   |                                                                     |
| 16-1-2021                                                           | Yaoundé                                                             | Mali                                                                | 1 – 0                                                               | Burkina Faso                                                        | Campionato delle Nazioni Africane 2020                              | -                                                                   | 55’                                                                 |
| 20-1-2021                                                           | Yaoundé                                                             | Camerun                                                             | 1 – 1                                                               | Mali                                                                | Campionato delle Nazioni Africane 2020                              | -                                                                   |                                                                     |
| 24-1-2021                                                           | Douala                                                              | Zimbabwe                                                            | 0 – 1                                                               | Mali                                                                | Campionato delle Nazioni Africane 2020                              | -                                                                   |                                                                     |
| 30-1-2021                                                           | Yaoundé                                                             | Mali                                                                | 0 – 0 dts (5 - 4 dtr)                                               | Rep. del Congo                                                      | Campionato delle Nazioni Africane 2020 - Quarti di finale           | -                                                                   | 99’                                                                 |
| 3-2-2021                                                            | Douala                                                              | Mali                                                                | 0 – 0 dts (5 - 4 dtr)                                               | Guinea                                                              | Campionato delle Nazioni Africane 2020 - Semifinale                 | -                                                                   |                                                                     |
| 7-2-2021                                                            | Yaoundé                                                             | Mali                                                                | 0 – 2                                                               | Marocco                                                             | Campionato delle Nazioni Africane 2020 - Finale                     | -                                                                   |                                                                     |
| 15-6-2021                                                           | Radès                                                               | Tunisia                                                             | 1 – 0                                                               | Mali                                                                | Amichevole                                                          | -                                                                   | 67’                                                                 |
| Totale                                                              |                                                                     | Presenze                                                            | 10                                                                  |                                                                     | Reti                                                                | 0                                                                   |                                                                     |

## Palmarès

### Club

#### Competizioni nazionali
- Campionato moldavo: 3

Sheriff Tiraspol: 2020-2021, 2021-2022, 2022-2023
- Coppa di Moldavia: 3

Sheriff Tiraspol: 2021-2022, 2022-2023, 2024-2025